# ام‌اس‌سی موزیکا
ام‌اس‌سی موزیکا (به انگلیسی: MSC Musica) یک کشتی است که طول آن ۹۶۴ فوت (۲۹۳٫۸۳ متر) می‌باشد. این کشتی در سال ۲۰۰۶ ساخته شد.